# Ender Konca
Ender Konca (* 22. September 1947 in Istanbul) ist ein ehemaliger  türkischer Fußballspieler und -trainer.

## Spielerkarriere

### Verein
Konca begann seine Laufbahn 1964 bei Kasımpaşa Istanbul in der 2. türkischen Liga. Bereits ein Jahr später wechselte er zu İstanbulspor. 1968 ging Konca zu Eskişehirspor, wo er in den folgenden drei Jahren spielte. 1971 wechselte er in die Bundesliga zu Eintracht Frankfurt. In seiner ersten Saison bestritt er für die Hessen 26 Bundesligaspiele, in denen er sieben Tore erzielte. In der Saison 1972/73 wurde er nur noch in zehn Spielen der Hinrunde eingesetzt, in denen er ohne Torerfolg blieb. Von 1973 bis 1977 spielte er bei Fenerbahçe Istanbul. Mit diesem Verein gewann er 1974 und 1975 die türkische Meisterschaft und 1974 den Pokal. 1977 kehrte er zu seinem früheren Klub Eskişehirspor zurück, wo er 1981 seine Laufbahn beendete.

### Nationalmannschaft
Konca bestritt zwischen 1968 und 1973 14 Länderspiele für die türkische Nationalmannschaft, in denen er drei Tore erzielte.

## Trainerkarriere
Nach dem Ende seiner Fußballspielerlaufbahn arbeitete Konca einige Male als Trainer, blieb aber ohne nennenswerte Erfolge.